# Teorema de multiplicació
En matemàtiques, el teorema de multiplicació és un cert tipus d'identitat que és sotmesa per moltes funcions especials relacionades amb la funció gamma. Per al cas explícit de la funció gamma, la identitat és un producte dels valors (d'aquí el nom). Les diverses relacions que totes aquesta identitats tenen venen del mateix principi subjacent, és a dir, la relació d'una funció especial es pot derivar de la de les altres, i és simplement una manifestació de la identitat mateixa de diferents formes.

## Característica finita
El teorema de la multiplicació pren dues formes comunes. En el primer cas, és sumat un nombre finit de termes o és multiplicat per a donar la relació. En el segon cas, és sumat un nombre infinit de termes o és multiplicat. La forma finita es produeix normalment només per a la funció gamma i funcions relacionades, per a la qual la identitat se segueix d'una relació p-àdica sobre un cos finit. Per exemple, el teorema de la multiplicació de la funció gamma es dedueix de la fórmula de Chowla-Selberg, que es deriva de la teoria de la multiplicació complexa. Les sumes infinites són molt més comuns, i es deriven de les relacions característiques zero en les sèries hipergeométriques.
A continuació es tabulen les diverses aparicions del teorema de la multiplicació per a la característica finita; les característiques de les relacions zero es donen a continuació. En tots els casos, n i k són nombres enters no negatius.
Per al cas especial de n = 2, el teorema es coneix comunament com la fórmula de duplicació.

## La funció gamma
La fórmula de duplicació i el teorema de multiplicació de la funció gamma són els prototips d'exemples.
La fórmula de duplicació de la funció gamma és
{\displaystyle \Gamma (z)\;\Gamma \left(z+{\frac {1}{2}}\right)=2^{1-2z}\;{\sqrt {\pi }}\;\Gamma (2z).\,\!}
És també anomenada fórmula de duplicació de Legendre o relació de Legendre, en honor d'Adrien-Marie Legendre.
El teorema de multiplicació és:{\displaystyle \Gamma (z)\;\Gamma \left(z+{\frac {1}{k}}\right)\;\Gamma \left(z+{\frac {2}{k}}\right)\cdots \Gamma \left(z+{\frac {k-1}{k}}\right)=(2\pi )^{\frac {k-1}{2}}\;k^{1/2-kz}\;\Gamma (kz)\,\!}
per a enters k ≥ 1, i sol ser conegut també com a fórmula de multiplicació de Gauss, en honor de Carl Friedrich Gauß.
El teorema de multiplicació per les funcions gamma pot ser entès com un cas especial, pel caràcter trivial, de la fórmula de Chowla-Selberg.

## La funció poligamma i nombres harmònics
La funció poligamma és la derivada logarítmica de la funció gamma, i per tant, el teorema de la multiplicació es converteix en additiu, en lloc de multiplicatiu:
{\displaystyle k^{m}\psi ^{(m-1)}(kz)=\sum _{n=0}^{k-1}\psi ^{(m-1)}\left(z+{\frac {n}{k}}\right)}
per a {\displaystyle m>1}, i, per a {\displaystyle m=1}, un té la funció digamma:
{\displaystyle k\left[\psi (kz)-\log(k)\right]=\sum _{n=0}^{k-1}\psi \left(z+{\frac {n}{k}}\right).}
Les identitats poligamma es poden utilitzar per a obtenir un teorema de multiplicació de nombres harmònics.

## La funció zeta de Hurwitz
Per a la funció zeta de Hurwitz generalitza la funció poligamma a les ordres no senceres i, per tant, obeeix a un teorema de multiplicació molt similar:
{\displaystyle k^{s}\zeta (s)=\sum _{n=1}^{k}\zeta \left(s,{\frac {n}{k}}\right),}
on {\displaystyle \zeta (s)} és la funció zeta de Riemann. Això és un cas especial de
{\displaystyle k^{s}\,\zeta (s,kz)=\sum _{n=0}^{k-1}\zeta \left(s,z+{\frac {n}{k}}\right)}
i
{\displaystyle \zeta (s,kz)=\sum _{n=0}^{\infty }{s+n-1 \choose n}(1-k)^{n}z^{n}\zeta (s+n,z).}
Les fórmules de multiplicació per als caràcters no principals es poden donar en forma de funcions L de Dirichlet.

## La funció zeta periòdica
La funció zeta periòdica de vegades es defineix com
{\displaystyle F(s;q)=\sum _{m=1}^{\infty }{\frac {e^{2\pi imq}}{m^{s}}}=\operatorname {Li} _{s}\left(e^{2\pi iq}\right)}
on Lis(z) és el polilogaritme. Això obeeix a la fórmula de duplicació
{\displaystyle 2^{-s}F(s;q)=F\left(s,{\frac {q}{2}}\right)+F\left(s,{\frac {q+1}{2}}\right).}
com a tal, és un vector propi de l'operador de Bernoulli amb valor propi 2−s.
El teorema de multiplicació és
{\displaystyle k^{-s}F(s;kq)=\sum _{n=0}^{k-1}F\left(s,q+{\frac {n}{k}}\right).}
La funció zeta periòdica es produeix en la fórmula de la reflexió de la funció zeta de Hurwitz, i la relació zeta de Hurwitz, es diferencia per l'intercanvi de s → −s.
Els polinomis de Bernoulli es poden obtenir com un cas límit de la funció zeta periòdica, tenint s com un nombre sencer i, per tant, el teorema de multiplicació no es pot derivar dels anteriors. De la mateixa manera, la substitució q = log z condueix al teorema de multiplicació per al polilogaritme.

## La funció polilogarítmica
La fórmula de duplicació de la funció polilogarítmica pren la forma
{\displaystyle 2^{1-s}\operatorname {Li} _{s}(z^{2})=\operatorname {Li} _{s}(z)+\operatorname {Li} _{s}(-z).}
La fórmula general de multiplicació està en forma d'un sumatori de Gauss o transformada discreta de Fourier:
{\displaystyle k^{1-s}\operatorname {Li} _{s}(z^{k})=\sum _{n=0}^{k-1}\operatorname {Li} _{s}\left(ze^{i2\pi n/k}\right).}
Aquestes identitats es deriven que a la funció zeta periòdica, fent z = log q.

## La funció de Kummer
La fórmula de duplicació per a la funció de Kummer és
{\displaystyle 2^{1-n}\Lambda _{n}(-z^{2})=\Lambda _{n}(z)+\Lambda _{n}(-z)\ }
i per tant s'assembla a la de la funció polilogarítmica, però canviada per i.

## Els polinomis de Bernoulli
Per als polinomis de Bernoulli, els teoremes de multiplicació van ser donats per Joseph Ludwig Raabe en 1851:
{\displaystyle k^{1-m}B_{m}(kx)=\sum _{n=0}^{k-1}B_{m}\left(x+{\frac {n}{k}}\right)}
i per als polinomis d'Euler,
{\displaystyle k^{-m}E_{m}(kx)=\sum _{n=0}^{k-1}(-1)^{n}E_{m}\left(x+{\frac {n}{k}}\right)\quad {\mbox{ per }}k=1,3,\dots }
i
{\displaystyle k^{-m}E_{m}(kx)={\frac {-2}{m+1}}\sum _{n=0}^{k-1}(-1)^{n}B_{m+1}\left(x+{\frac {n}{k}}\right)\quad {\mbox{ per }}k=2,4,\dots .}
Els polinomis de Bernoulli es poden obtenir com un cas especial de la funció zeta de Hurwitz i, per tant, les identitats se segueixen des d'allà.

## La transformació diàdica
La transformació diàdica és un model determinat simple d'un sistema dinàmic dissipatiu, que descriu l'efecte d'un operador de decalatge en una cadena infinita de fractals (el conjunt de Cantor). La versió generalitzada de la transformació diàdica a una versió k-àdica, que actua sobre les cadenes infinites de k símbols és la transformació de Bernoulli. L'operador de la transformació {\displaystyle {\mathcal {L}}_{k}} corresponent a l'operador de decalatge en la transformació de Bernoulli està donat per
{\displaystyle [{\mathcal {L}}_{k}f](x)={\frac {1}{k}}\sum _{n=0}^{k-1}f\left({\frac {x+n}{k}}\right)}
Potser no sigui sorprenent, els vectors propis d'aquest operador estan donats pels polinomis de Bernoulli. És a dir, un és
{\displaystyle {\mathcal {L}}_{k}B_{m}={\frac {1}{k^{m}}}B_{m}}
És un fet que els valors propis {\displaystyle k^{-m}<1} marquen això com un sistema dissipatiu; per a una mesura de preservació d'un sistema dinàmic no-dissipatiu, els valors propis de l'operador de transformació es converteixen en un cercle unitari.
Un pot construir una funció seguint el teorema de la multiplicació de qualsevol funció totalment multiplicativa.
Si {\displaystyle f(n)} és totalment multiplicativa (això és, {\displaystyle f(mn)=f(m)f(n)} per a qualsevol nombre enters m, n), es definieix la seva sèrie de Fourier com
{\displaystyle g(x)=\sum _{n=1}^{\infty }f(n)\exp(2\pi inx)}
Suposant que la suma convergeix, de manera que g (x) existeix, un llavors ha de obeir el teorema de la multiplicació; és a dir, que
{\displaystyle {\frac {1}{k}}\sum _{n=0}^{k-1}g\left({\frac {x+n}{k}}\right)=f(k)g(x)}
És a dir, g (x) és una funció pròpia de l'operador de transformació de Bernoulli, amb valor propi f (k). El teorema de la multiplicació dels polinomis de Bernoulli segueix llavors com un cas especial de la funció multiplicativa
{\displaystyle f(n)=n^{-s}}.

## Característica zero
El teorema de la multiplicació sobre un cos de característica zero no finalitza després d'un nombre finit de termes, sinó que requereix una sèrie infinita per a ser expressat. Els exemples inclouen la funció de Bessel {\displaystyle J_{\nu }(z)}:
{\displaystyle \lambda ^{-\nu }J_{\nu }(\lambda z)=\sum _{n=0}^{\infty }{\frac {1}{n!}}\left({\frac {(1-\lambda ^{2})z}{2}}\right)^{n}J_{\nu +n}(z),}
on {\displaystyle \lambda } i {\displaystyle \nu } es poden prendre com nombres complexos arbitraris. Tals identitats característics de zero segueixen generalment a partir d'una de les moltes possibles identitats en la sèrie hipergeométrica.